# Máchica
A máchica (kiejtése körülbelül macsika, kecsua nyelven machka vagy kamcha, kiejtése: macska vagy kamcsa) pörkölt árpából, kukoricából vagy búzából készített liszt, amelyet főként Peru, Ecuador és Bolívia térségében készítenek, de használják Latin-Amerika más térségeiben is. Míg Ecuadorban főként árpából készül, addig Peruban leginkább kukoricából, Bolíviában pedig bab, lencse és borsó lisztjével is szokták keverni.

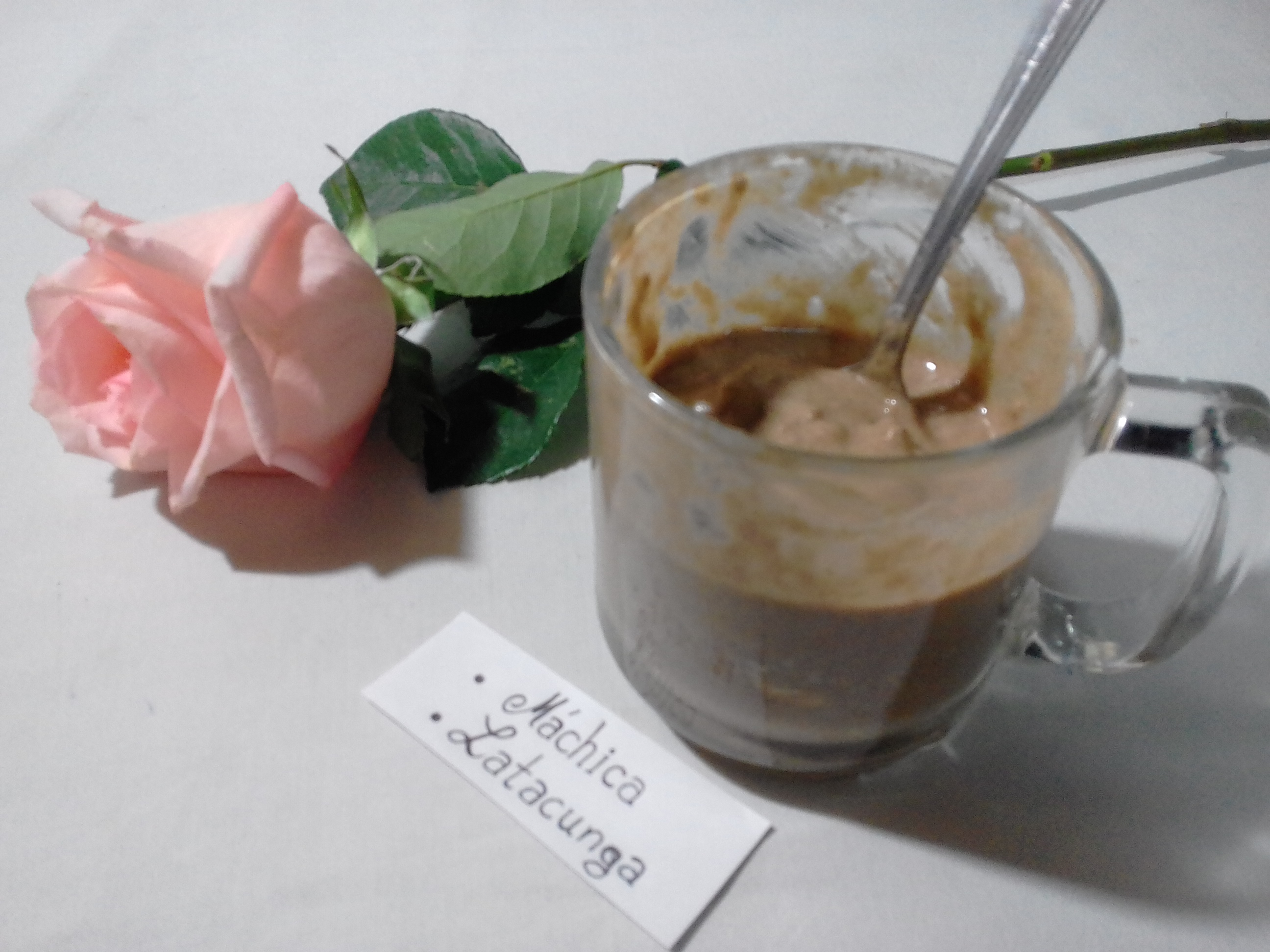
Máchica tejjel, tipikus latacungai étel

Eredete nem tisztázott. Annyi bizonyos, hogy az inkák régóta készítettek pörkölt-őrölt kukoricát, később pedig más gabonákat is feldolgoztak ilyen módon, de az is lehetséges, hogy a Kanári-szigeteken élő őslakók által készített gofiót hozták be magukkal a spanyol hódítók, és ebből alakult ki a dél-amerikai máchica.
Az üzletekben kétféle változata kapható: a teljes kiőrlésű (gruesa) és a finomított (fina). Használható kenyérhez, valamint kukoricából kivont keményítő helyett levesek sűrítésére éppúgy, mint úgynevezett chapo készítésére: ez utóbbi vízzel, kávéval, teával vagy tejjel kevert máchica, valamilyen édesítőszerrel, például panelával vagy mézzel. A pinol nevű ital is finomított máchica és reszelt panela keverékéből készül, esetleg hozzáadott tejporral.
Élettani hatásai kedvezőek, főleg az árpából készült máchicának, mivel magas fehérje- és alacsony gluténtartalma van, de tartalmaz vasat, jódot, kalciumot, foszfort, káliumot, magnéziumot, valamint A-, B12-, C-, D- és E-vitaminokat is. A teljes kiőrlésű máchica magas rosttartalma miatt bélhurutosoknak is ajánlott.
A máchica igen elterjedt az ecuadori Latacunga térségében, emiatt ezt a várost az ország „lisztfővárosának” is nevezik. A Cutuchi, a Yanayacu és a Pumacunchi folyókon számos vízimalom is épült a máchicakészítés érdekében. Ezen a vidéken régebben úgy készítették a máchicát, hogy miután kiválogatták a gabonát, nagy, acélból készült pailákban pörkölték meg, amelyeket fatüzelésű kemencében melegítettek. Az eljárás alatt egy súlyos faeszközzel kevergették, és ezt nem szabadott abbahagyni, mert különben megégett volna. Általában több mázsányit készítettek egyszerre, így a pörkölés órákig vagy akár napokig is eltarthatott. Ezután malomkövekkel őrölték meg a pörkölt magvakat, illetve ha finomított lisztet akartak készíteni, még szitálni is kellett, hogy a szükségtelen részeket eltávolítsák.
Latacunga Brazales nevű városrészében a helyiek megtervezték az úgynevezett Ruta de la Máchicát, azaz „a máchica útját”, ami egy olyan turistalátványosság, ahol a máchicakészítés hagyományával lehet megismerkedni.